# Triumph TR3A
Triumph TR3A – sportowy samochód osobowy produkowany przez brytyjskie przedsiębiorstwo motoryzacyjne Triumph Motor Company w latach 1958–1961.

## Dane techniczne

### Silnik
- R4 2,0 l (1989 cm3), OHV[1]
- Układ zasilania: dwa gaźniki SU[1]
- Średnica cylindra × skok tłoka: 81,00 mm × 91,00 mm[1]
- Stopień sprężania: b.d.
- Moc maksymalna: 100 KM 5000 obr./min[1]
- Maksymalny moment obrotowy: b.d.

### Osiągi
- Przyspieszenie 0-80 km/h: b.d.
- Przyspieszenie 0-100 km/h: b.d.
- Prędkość maksymalna: 177 km/h[1]